# Lilija Igorewna Achaimowa
Lilija Igorewna Achaimowa (russisch Лилия Игоревна Ахаимова; * 17. März 1997 in Sankt Petersburg) ist eine russische Kunstturnerin.
Bei den im Rahmen der European Championships 2018 stattgefundenen Europameisterschaften 2018 in Glasgow wurde sie Europameisterin im Mannschaftsmehrkampf.
Bei den Weltmeisterschaften 2018 in Doha gewann sie eine Silbermedaille im Mannschaftsmehrkampf.
2017 gewann sie in Kasan die russischen Meisterschaften im Bodenturnen.